# サークル7・アニメーション
サークル7・アニメーション（Circle 7 Animation, またはDisney Circle 7 Animation）は、ウォルト・ディズニー・フィーチャー・アニメーションにかつて短期間だけ存在したCGIアニメーションを専門とする部門である。
ディズニーが保有するピクサー作品の続編の製作を目的として立ち上げられ、しばしば「Pixaren't」という蔑称で呼ばれていた。結局、スタジオは映画を1本も発表しなかったうえ、書かれた脚本もピクサーに採用されなかった。
部門はスタジオがあった通りにちなんで名付けられた。カリフォルニア州グレンデールのサークル7はKABC-TVでも知られる。

## 背景
ピクサーとディズニーはもともとディズニーが7本の映画を配給することでディズニーがピクサーの長編映画とキャラクター、その続編の完全な所有権を得るという契約を結んでいた。1999年末に『トイ・ストーリー2』が成功を収めると、ディズニーCEOのマイケル・アイズナーとピクサーの所有者のスティーブ・ジョブズとのあいだでピクサーの運営方法と今後の契約条件についての意見が合わなくなり始めた。
アイズナーは『トイ・ストーリー2』は続編であるために契約の「オリジナル」映画には数えられないと述べたが、ジョブズは納得しなかった。
2004年1月、ジョブズは10か月におよぶ交渉を後にピクサーはディズニーとの契約を更新せず、2006年以降は他の配給会社によっての公開を望んでいると発表した。ジョブズはピクサー映画の利益の大半と、『カーズ』以降の作品とキャラクターの完全な所有権を要求した。
アイズナーはこれらの要求は受け入れられないと判断した。ピクサーのエグゼクティブ・プロデューサーで『トイ・ストーリー』（1995年）、『バグズ・ライフ』（1998年）、『トイ・ストーリー2』（1999年）の監督でもあったジョン・ラセターはディズニーとピクサーの関係悪化に取り乱し、ディズニーがピクサー製のキャラクターで何をするかについて懸念した。
ラセターは800人の従業員の前で事情を説明する際、涙を流しながら「これはあなたたちに愛する子供たちがいて、有罪判決を受けた変質者にそれを養子に出さなければならないようなものだ」と語った。

## 歴史
2004年にディズニーが所有するピクサー作品の続編を製作するためのCGIアニメーションとして設立され、その直後にスタッフの雇用が始まった。これはピクサーとディズニー間における交渉材料であると同時に、それが失敗した場合のアイズナーのバックアップ計画であるとも見られていた。
初めて、そして唯一取り組んだプロジェクトは『トイ・ストーリー3』、『モンスターズ・インク2: ロスト・イン・スカラダイス』、『ファインディング2』の草案であった。2006年1月末、新たにディズニーCEOとなったボブ・アイガーとジョブズはディズニーが74億ドルでピクサーを買収し、ピクサーの指導者（エドウィン・キャットマルとラセター）がディズニーのアニメーション部門全体を統括するという契約を交わした。また、ピクサーはアンドリュー・スタントンを監督として『トイ・ストーリー3』を製作した。スタントンはサークル7による脚本を読むのを避けた。
2006年5月26日、ディズニーは正式にこの部門を閉鎖して従業員の約80%をウォルト・ディズニー・フィーチャー・アニメーションに移籍させ、その直後に同スタジオはウォルト・ディズニー・アニメーション・スタジオに改名された。
2014年、キャットマルはディズニーがピクサー映画の続編を製作するためにサークル7・アニメーションを立ち上げたことに失望していたが、サークル7の従業員たちは何の決定権も持っていなかったことを自著『Creativity, Inc.』で明らかにした。キャットマルとラセターがサークル7の従業員の多くをウォルト・ディズニー・アニメーション・スタジオに吸収させたのはこれが理由である。また、彼らはサークル7の元社長であったアンドリュー・ミルスタインをウォルト・ディズニー・アニメーション・スタジオのゼネラル・マネージャーに任命していた。